# Mudigere
Mudigere är en ort i Indien.   Den ligger i distriktet Chikmagalur och delstaten Karnataka, i den södra delen av landet, 1 700 km söder om huvudstaden New Delhi. Mudigere ligger 963 meter över havet och antalet invånare är 9 322.
Terrängen runt Mudigere är platt åt sydväst, men åt nordost är den kuperad. Runt Mudigere är det ganska tätbefolkat, med 139 invånare per kvadratkilometer. Det finns inga andra samhällen i närheten. Omgivningarna runt Mudigere är en mosaik av jordbruksmark och naturlig växtlighet.